# Wild Turkey
Wild Turkey est une marque de whiskey bourbon produit par la distillerie du même nom à Lawrenceburg, dans le Kentucky.

## Historique
Les frères Ripy ont construit une distillerie près de Lawrenceburg, Kentucky en 1869. Pendant la Prohibition (1917-1933), la distillerie a arrêté sa production. Le nom du whisky aurait été donné par Thomas McCarthy. 
En 1971, la distillerie des Ripy est acquise par Austin, Nichols & Co. et le groupe français Pernod-Ricard la rachète pour 100 millions de dollars en 1980,. En 2009, la compagnie française vend la marque Wild Turkey ainsi que sa distillerie à Gruppo Campari pour restructurer sa dette. Le montant des négociations est à la hauteur de 391 millions d'euros.
En 2011, la distillerie est remaniée avec des nouvelles installations qui lui permettent de produire 11 millions de gallons d'alcool pur par an.

## Les whiskies
La marque principale est considérée un des grands exemplaires d'un whisky bourbon.
Elle élabore un nombre de bourbons: Wild Turkey 101, Wild Turkey Rare Breed, Russell's Reserve, Kentucky Spirit. La marque la plus réputée est le Wild Turkey.
Pour information, un point de « proof » correspond à 0,5° d'alcool. Il existe plusieurs assemblages de Wild Turkey, notamment les « 81 proof » et « 101 proof » (prononcer one-o-one) respectivement à 40,5 et 50,5 degrés d'alcool.

## Dans la culture populaire
L'artiste de boogie-woogie et blues Kenny "Blues Boss" Wayne interprète une chanson nommée Wild Turkey 101 Proof qui évoque cette marque de whisky.